# ریکی بینز
ریکی بینز (انگلیسی: Rikki Bains؛ زادهٔ ۳ فوریهٔ ۱۹۸۸) بازیکن فوتبال اهل بریتانیا است.
از باشگاه‌هایی که در آن بازی کرده‌است می‌توان به باشگاه فوتبال بلیث اسپارتانس، باشگاه فوتبال دارلینگتون، باشگاه فوتبال مکلسفیلد تاون، باشگاه فوتبال گیتزهد، باشگاه فوتبال کوربی تاون، باشگاه فوتبال بارول، باشگاه فوتبال کاونتری سیتی، باشگاه فوتبال تاموورث، باشگاه فوتبال آکرینگتون استنلی، و باشگاه فوتبال لیک تاون اشاره کرد.